# Stattjärnen
Stattjärnen är en sjö i Örnsköldsviks kommun i Ångermanland och ingår i Gideälvens huvudavrinningsområde. Sjön har en area på 0,101 kvadratkilometer och ligger 161,2 meter över havet.

## Delavrinningsområde
Stattjärnen ingår i det delavrinningsområde (705555-163756) som SMHI kallar för Utloppet av Stattjärnen. Medelhöjden är 171 meter över havet och ytan är 0,42 kvadratkilometer. Räknas de 4 avrinningsområdena uppströms in blir den ackumulerade arean 4,25 kvadratkilometer. Vattendraget som avvattnar avrinningsområdet har biflödesordning 2, vilket innebär att vattnet flödar genom totalt 2 vattendrag innan det når havet efter 53 kilometer. Avrinningsområdet består mestadels av skog (48 procent), öppen mark (17 procent) och jordbruk (12 procent). Avrinningsområdet har 0,1 kvadratkilometer vattenytor vilket ger det en sjöprocent på 23,4 procent.